# Magyar Nemzeti Függetlenségi Párt
A Magyar Nemzeti Függetlenségi Párt (MNFP), rövid nevén Fajvédő Párt magyarországi szélsőjobboldali párt volt. Önmagát „fajvédő”-ként definiálta, ebből lett a közkeletű, rövid, félhivatalos elnevezése, és így nevezték a kortársak is. 1924. november 13. és 1928. szeptember eleje között működött.

## Története
Az Egységes Párt szélsőjobboldali szekciója Gömbös Gyula vezetésével 1923 augusztusában kilépett a pártból és 1924. november 13-án, hét képviselővel megalakította az MNFP-t.  Programjuk a „magyar faj” állami eszközökkel és társadalmi összefogással történő erősítését célozta meg, amely hol kimondva, hol kimondatlanul a magyarországi zsidóság adminisztratív korlátozását is magában foglalta.
A Fajvédő Párt főleg Budapesten és környékén tudott jelölteket állítani, néhány vidéki kivételtől eltekintve. Gömbös az abádszalóki választókörzetből az 1926-os választásokon az MNFP színeiben jutott be az Országgyűlésbe. Előtte (1921) és utána (1931) is az Egységes Párt jelöltjeként nyert ugyanitt parlamenti mandátumot, mindahányszor egyhangú szavazással.
Gömbös, nyilvánosan szakítva addigi politikai irányvonalával, 1928. szeptember elején feloszlatta az MNFP-t, és újra visszaült az Egységes Pártba. Bár az MNFP ezzel megszűnt, a Fajvédő Párt maradéka más-más pártok színeiben, vagy párton kívüli fajvédőként, de tovább működött, több korábbi jelöltjük is indult későbbi választásokon. A Magyar Nemzeti Függetlenségi Párt egyik prominens tagja volt az annak ideológiai alapját adó Fajvédő kiáltvány (1924) szövegezője, Bajcsy-Zsilinszky Endre is.

## Választási eredményei
| Választások | Szavazatok száma (nyílt + titkos) | Szavazatok aránya (nyílt + titkos) | Szavazatok száma (pótszavazás) | Szavazatok aránya (pótszavazás) | Mandátumok száma | Mandátumok aránya | Parlamenti szerepe |
| ----------- | --------------------------------- | ---------------------------------- | ------------------------------ | ------------------------------- | ---------------- | ----------------- | ------------------ |
| 1926-os     | 43 263                            | 3,78%                              | 2 583                          | 7,40%                           | 21               | 0,82%             | ellenzék           |

1: egy jelölt – Gömbös – egyhangú szavazással jutott be